# チャラ男
チャラ男（チャラお）とは、「チャラチャラした」と形容されるような、言動が軽薄な若い男性のキャラクターを指す日本語の若者言葉の表現である。

## 概要
1990年代から使用されていたが、2011年にオリエンタルラジオの藤森慎吾がこのキャラクターで再ブレイクし、広く注目された。
藤森以外にチャラ男と評される人物としては、「チャラ男キャラクター」を売りにする芸人である慶やEXIT、スポーツ選手では容貌に由来する愛称としてそのように呼ばれる元サッカー選手の大津祐樹などがいる。また、元埼玉西武ライオンズの内野手であった平尾博嗣には、その風貌と姓から「チャラ尾」という愛称があった。

### チャラ男のイメージ
チャラ男は、（日焼けサロンに通って作った）日焼けした肌、茶髪や金髪に染めた髪で、ナンパと合コンに明け暮れるといったイメージで語られることがある。
また、ピアスなどのアクセサリー類を身につけていることから「チャラチャラしている」という表現が生まれたとする見方もある。
女性から見て「チャラ男は話しやすいし、楽しいし、一緒にいて楽」だが、「裏を返せば、どの女の子にも同じように接するから、彼女がいても浮気してそう…」といったイメージでも語られる。